# 1670.
1670. je osmo desetletje v 17. stoletju med letoma 1670 in 1679. 